# Angelim (Pernambuco)
Pour les articles homonymes, voir Angelim.
Angelim (Angelinne) est une municipalité brésilienne de l'État du Pernambouc. Selon l'IBGE, on y compte 10 385 habitants en 2009 pour une superficie de 118,03 km2.